# Tarama
Tarama (多良間村?) è un villaggio situato nel distretto di Miyako, Prefettura di Okinawa, in Giappone. Il villaggio è composto dall'isola di Tarama e Minna tra le isole di Ishigaki e Miyako.
A partire dal 2013, il villaggio ha una popolazione di 1.276 residenti e 543 famiglie. Tarama ha una densità di 58,2 persone per km². L'area totale è di 21,91 km³ (8,46 miglia quadrate).